# Methysia intersecta
Methysia intersecta là một loài bướm đêm thuộc phân họ Arctiinae, họ Erebidae.